# Sourcefabric
Sourcefabric es una Organización sin fines de lucro basada en Praga, República Checa, con oficinas en Berlín, Alemania y Toronto, Canadá. Sourcefabric se derivó del proyecto Campware, del Fondo de Inversión para Medios de Comunicación, en mayo de 2010.

## Software
Desarrolla software de código abierto para organizaciones noticiosas independientes. Sus productos anteriormente incluían Campsite y Campcaster. El 17 de enero de 2011, Sourcefabric anunció el cambio de nombre de Campsite a Newscoop y de Campcaster a Airtime; además del lanzamiento de su nuevo producto, Superdesk.
El 10 de noviembre de 2011, Sourcefabric anunció oficialmente el desarrollo de Superdesk, una herramienta para manejar todo el proceso periodístico en una sala de redacción.
El 14 de febrero de 2012, Sourcefabric anunció la liberación de Booktype 1.5, en colaboración con Floss Manuals Foundation.

## Entrenamiento
Sourcefabric también provee entrenamiento para estudiantes de periodismo, así como para periodistas profesionales, sobre cómo utilizar las nuevas herramientas para medios.  Ha llevado a cabo actividades de entrenamiento y consultoría en África (Senegal, Zimbabue), varios países de la Unión Europea y en la anterior República Socialista Soviética de Georgia.

## Implementaciones
En abril de 2011, Sourcefabric trabajó junto con la Radio Democrática de África Occidental (West Africa Democracy Radio) para construir una plataforma noticiosa para la estación, utilizando Airtime, Newscoop y Soundcloud integrados.
TagesWoche, un periódico suizo con versiones en línea e impresa, fue lanzado en 2011 sobre una nueva versión de la plataforma Newscoop, con las nuevas características "Print Desk" y "Feed Ingest".

## Reconocimientos
El proyecto de la Radio Democrática de África Occidental fue galardonado con una distinción especial en los premios Knight-Batten para la Innovación en el Periodismo.
Airtime fue nominado finalista en los premios Packt para Software Libre de Multimedios en 2011.
Superdesk fue nominado para la Competencia Global de Innovación de Medios Ciudadanos Google Ashoka, en 2011.
Airtime ganó el Premio a la Innovación Digital 2012, presentado por el periódico inglés The Guardian, en la categoría "Mejor Uso de la Tecnología para el Cambio Social".
En noviembre de 2012 se anunció que Sourcefabric fue uno de los ganadores del Premio a la Innovación de los Medios Noticiosos Africanos, por su Citizen Desk, en Mozambique.
Booktype ganó la medalla de plata en los premios Lovie 2012, en la categoría "Servicios Web y Aplicaciones".